# أوروبا وشعوب بلا تاريخ
أوروبا وشعوب بلا تاريخ هو كتاب قام بكتابته العالم الإنساني إيريك وولف. تم نشره لأول مرة في عام 1982 ، يركز الكتاب على توسع المجتماعات الأوروبية في العصر الحديث، أوروبا وشعب بلا تاريخ هو كتاب على نطاق عالمي يحكي عن التاريخ والروابط بين المجتمعات والأقاليم والشعوب والأمم.

## تاريخ عالمي
بدأ الكتاب في عام 1400 مع وصف لطريق التجارة التي ربما عبرها مسافري العالم والناس، المجتمعات المرتبطين بها والعمليات الحضارية التي تحاول تأسيسها  من هنا اكد وولف على ظهور أوروبا كقوة عالمية وإعادة تنظيم مناطق العالم التي تعنى بإنتاج السلع التي تعنى بالاستهلاك العالمي. يخالف وولف نظرية النظم العالمية حيث أنه يرى أن نمو وتطور أوروبا حتى أواخر القرن الثامن عشر هو تطور رافد وليس رأس مالي، كما يدرس وولف الطريقة التي تم بها إنشاء هياكل الدولة الاستعمارية لحماية الرعاة الذين يعملون في تجارة الفضة، الفرو والعبيد. أما القسم الاخير من الكتاب فهو يحكي عن الشبكات المجتمعية والتحول فيها بسبب نمو الرأس مالية اثناء الثورة الصناعية، على سبيل المثال إنتاج المنسوجات في انجلترا وإنتاج القطن في امريكا الجنوبية ومصر والقضاء على إنتاج المنسوجات في الهند وارتباط هذه التحولات بتغير هيكلي واحد، كما يتم تقسيم العمالة على كل المناطق حسب السلع التي يتم إنتاجها فيها، ويتم تهجير العبيد إلى هذه المناطق للعمل وإنتاج هذه السلع، كما قدم وولف تقرير عن التقسيم العرقي في سوق العمل من خلال تجزئة سوق العمل. وقد كان تركيز وولف على الشعوب بدون تاريخ أن أولئك الذين ليس لديهم أي صوت أو تأثير في التاريخ الغربي، وكيف كانوا مشاركين نشطين في المجتمعات الثقافية والاجتماعية الجديدة في السياق التجاري فقط.

## نمط تحليل النتاج
يميز وولف بين ثلاث أنماط للإنتاج وهي: الرأس مالية، أوضاع القربى والروافد، وولف لا ينظر إلى هذه الأنماط على أنها تسلسل تطوري، وهو يبدأ بالرأس مالية لأنه من وجهة نظره أن فهمنا لأوضاع القربى والرهبانية مربوط بفهمنا للرأس مالية. أما في طريقة الروافد يمتلك المنتجون أدوات إنتاجهم الخاصة ولكن يتم أخذ الفائض من وسائل اقتصادية أخرى في أسلوب الإنتاج المرغوب به، يتم العمل الاجتماعي من خلال علاقات الأقارب، على الرغم من أن وصفه يجعل علاقاته الدقيقة مع الأنماط الرأسمالية والرأسمالية غير واضحة. وقد تم وضع نظرية أسلوب الأقارب من قبل الماركسيين البنيويين الفرنسيين.